# Galeria Przypływ
Trwa dyskusja nad usunięciem tego artykułu, kliknij i weź w niej udział.
Galeria Przypływ – niezależna galeria sztuki współczesnej założona w 2024 roku w Gdyni przez Agatę Abramowicz, Agnieszkę Jacobson-Cielecką, Macieja Głogowskiego i Kacpra Kowalskiego. Działa w ramach powołanej przez założycieli Fundacji Przypływ, skupiając się na prezentacji lokalnych, polskich oraz międzynarodowych artystów i twórców interdyscyplinarnych.

## Program i działalność
Galeria Przypływ prezentuje szerokie spektrum sztuki współczesnej, w tym: wideoart, performance, instalacje, film, malarstwo, rzeźbę, rysunek, fotografię oraz szeroko pojęty dizajn. Realizuje projekty we współpracy z artystami polskimi i zagranicznymi, stawiając na interdyscyplinarność działań.
Galeria prowadzi także profesjonalną sprzedaż i wynajem dzieł sztuki, propagując ideę kolekcjonowania oraz zapewniając najwyższe standardy obsługi. Działalność ta jest integralna z misją, która upowszechnia dostęp do sztuki i wspiera artystów oraz odbiorców na każdym etapie kontaktu ze sztuką.

## Misja i wizja
Misją Galerii Przypływ jest podkreślenie wartości autentycznego spotkania ze sztuką i drugim człowiekiem w realnej przestrzeni. Galeria promuje dialog, wymianę idei oraz różnorodne perspektywy artystyczne. Skupia się również na rozwijaniu lokalnego dziedzictwa i wzmacnianiu pozycji Gdyni na mapie kulturalnej Polski i Europy, zarówno poprzez korzystanie z modernistycznej spuścizny miasta, jak i organizację nowych inicjatyw artystycznych.

## Twórcy i wystawiani artyści
- Kacper Kowalski
- Magdalena Pela
- Katarzyna Swinarska
- Łukasz Gawron
- Tomasz Górnicki
- Marcin Zawicki

## Wystawy
Pierwszą i zarazem inauguracyjną wystawą była ekspozycja współzałożyciela Galerii Przypływ – Kacpra Kowalskiego „ON AIR” (13 czerwca 2024 – 6 października 2024).  Artysta, łącząc doświadczenie architekta i pilota, tworzy abstrakcyjne, harmonijne kompozycje, które nie tylko dokumentują rzeczywistość, ale przede wszystkim oddają emocje i wrażenia towarzyszące lotom. Wystawa zapraszała do spojrzenia na rzeczywistość w inny sposób – zaprezentowane fotografie zostały wykonane z perspektywy lotu ptaka.
Drugą wystawą zorganizowaną w przestrzeni Galerii Przypływ była prezentacja prac Magdaleny Peli, nosząca tytuł „A lasy wiecznie śpiewają” (19 października 2024 – 19 stycznia 2025). Artystka wykorzystując szlachetne techniki, zwłaszcza haft ręczny, utrwala na płótnie treści, które na co dzień szybko przemijają. Pela manifestuje ich trwałość i nadaje nowe znaczenie. Ekspozycja „A lasy wiecznie śpiewają” stawia pytanie, co chcemy zapamiętać i zachować, ukazując przewrotnie ulotność i nietrwałość codziennych znaków w świecie przesytu wizualnego. 
Trzecia wystawa – autorstwa Katarzyny Swinarskiej „Nieobecni kochankowie” (15 luty 2025 – 11 maja 2025) to opowieść o uniwersalnych, kulturowo i historycznie uwarunkowanych doświadczeniach kobiet, dla których samotność jest nieodłączną częścią miłosnych relacji. W swojej twórczości konsekwentnie bada kobiece doświadczenie, czerpiąc inspirację z przekazów rodzinnych, historycznych oraz współczesnych. Jej prace charakteryzują się odważnym podejściem do tematyki kobiecej seksualności i cielesności, łącząc stereotypowo kobiece cechy z tymi, które wciąż nie znajdują kulturowej akceptacji.
Łukasz Gawron oraz Tomasz Górnicki zaprezentowali swoje prace podczas wystawy „Forever vacation” (14 czerwca 2025 – 31 sierpnia 2025). Jest to wielowarstwowa opowieść o nostalgii, dzieciństwie i iluzji wolności. Artyści analizują proces dorastania, pokazując, że codzienne przedmioty stają się nośnikami wspomnień, a marzenie o wolności często okazuje się pułapką lub rozczarowaniem. Ekspozycja podkreśla napięcie między fascynacją kulturą konsumpcyjną a potrzebą introspekcji i znalezienia własnego azylu.

## Lokalizacja i przestrzeń
Galeria mieści się na ponad 100-metrowej powierzchni mieszkania w dawnym zespole mieszkaniowym BGK w Gdyni – ikonicznym budynku modernistycznym, zaprojektowanym przez Stanisława Witolda Ziołowskiego w latach 1935–1939. Charakterystyczne cechy tzw. „Bankowca” wpisują się w okrętowy styl (streamline moderne) - półokrągła wieżyczka przypominająca mostek kapitański, jasna elewacja, dynamiczna bryła i wstęgowe okna.
Z oryginalnym układem wnętrz apartamentowca oraz detalami architektonicznymi, przestrzeń galerii stanowi wyjątkową oprawę dla wydarzeń artystycznych. W jednej z piwnic budynku znajduje się Mini Muzeum Bankowiec, zarządzane przez Marię Piradoff-Link.
Za identyfikację wizualną galerii odpowiada Patryk Hardziej, czerpiąc z motywów Gdyni, miejskiej flagi i geometrycznych „gorsecików”, osadzając projekt w kontekście modernizmu miasta.

## Cele Fundacji Przypływ
- Popularyzacja sztuki polskich i zagranicznych artystów
- Edukacja kulturalna, artystyczna, patriotyczna, obywatelska i etyczna poprzez sztukę
- Integracja środowisk twórczych, krytyków i pasjonatów sztuki
- Aktywizacja społeczna różnych grup, także wykluczonych
- Promowanie nowatorskich rozwiązań w dziedzinie sztuki
- Ochrona wolności wypowiedzi artystycznej i demokratyzacja świata sztuki
- Wspieranie niezależnej twórczości oraz rozwój rynku sztuki współczesnej
- Zwiększanie wrażliwości społecznej na współczesne problemy poprzez sztukę
- Propagowanie współczesnych metod i technik w humanistyce

## Formy działalności
- Wystawy, projekcje, spotkania, prelekcje, koncerty
- Autorskie projekty i programy artystyczne
- Wsparcie merytoryczne dla projektów artystycznych
- Działalność informacyjna, edukacyjna, wydawnicza i badawcza
- Krajowa i międzynarodowa współpraca
- Tworzenie kolekcji sztuki współczesnej i archiwizacja działalności własnej oraz artystów współpracujących
- Sprzedaż i wynajem dzieł sztuki

## Integracja ze środowiskiem
Galeria Przypływ aktywnie współpracuje z mieszkańcami Gdyni, instytucjami kultury i organizacjami pozarządowymi. Bierze udział w ważnych lokalnych wydarzeniach, takich jak Gdynia Design Days, Open House czy Festiwal Fotografii w Ramach Sopotu, wzmacniając pozycję Gdyni jako ważnego ośrodka sztuki i nowoczesności. Jest również partnerem Najlepszych Dyplomów Artystycznych, obok takich podmiotów jak PGS w Sopocie, Krupa Art Foundation, CSW Łaźnia, Artinfo czy OmenaArt Foundation.

## Wybrane publikacje
- Efekty Uboczne – Kacper Kowalski (wznowienie fotograficznej książki poświęconej wpływowi człowieka na środowisko; pierwszy nakład: Leica Gallery Warszawa 2014, wznowienie: Galeria Przypływ 2024).